# Discografia lui Nicu Stănescu

Nicu Stănescu în 1965

Discografia violonistului și dirijorului Nicu Stănescu cuprinde discuri de ebonită, viniluri, benzi de magnetofon, CD-uri, care ce conțin înregistrări realizate în perioada 1939-1971 în București (His Master's Voice, Electrecord, Societatea Română de Radiodifuziune), Praga (Supraphon), Londra (Polydor), Hamburg (Europa LP) și Paris (Neuilly LP, EMI).

## Producții românești

### Discuri His Master's Voice
| An   | Număr de catalog | Format                 | Piese                                | Acompaniament             |
| 1939 | JB 279           | shellac, 25 cm, 78 RPM | Sârba din căruță Dinspre ziuă [horă] | orchestra Frații Stănescu |

### Discuri Columbia[1]
| An   | Număr de catalog | Format                 | Piese                                                                                          | Acompaniament                                |
| 1949 | DR 419           | shellac, 25 cm, 78 RPM | Sârba Bălășica Sârba din căruță                                                                | Orchestra „Ciocârlia”, dirijor Nicu Stănescu |
| 1949 | DR 427           | shellac, 25 cm, 78 RPM | Doină și jocuri oltenești (solo clarinet: Iliuță Rudăreanu) Joc din Dolj și Sârba muncitorilor | Orchestra „Ciocârlia”, dirijor Nicu Stănescu |

### Discuri Electrecord
| An   | Număr de catalog                              | Format                   | Piese | Acompaniament |
| 1949 | EPA 1687                                      | shellac, 25 cm, 78 RPM   | Ciocârlia (solo vioară) Țarina dela Abrud | Orchestra „Ciocârlia”, dirijor Nicu Stănescu |
| 1949 | EPA 1688                                      | shellac, 25 cm, 78 RPM   | Ațica și Chindia Joc din Dolj și Sârba muncitorilor | Orchestra „Ciocârlia”, dirijor Nicu Stănescu |
| 1949 | EPA 1689                                      | shellac, 25 cm, 78 RPM   | Joc din Ialomița | Orchestra „Ciocârlia”, dirijor Nicu Stănescu |
| 1949 | EPA 1702                                      | shellac, 25 cm, 78 RPM   | Brâul pe șapte din Muscel Lăutăreasca | orchestră, dirijor, vioară : Nicu Stănescu |
| 1949 | EPA 1703                                      | shellac, 25 cm, 78 RPM   | Hora lui Nicu Stănescu Sârba în loc | orchestră, dirijor, vioară : Nicu Stănescu |
| 1949 | EPA 1704                                      | shellac, 25 cm, 78 RPM   | Joc de la Afumați Argintarul | orchestră, dirijor, vioară : Nicu Stănescu |
| 1949 | EPA 1705                                      | shellac, 25 cm, 78 RPM   | Geamparalele Hora cu opriri | orchestră, dirijor, vioară : Nicu Stănescu |
| 1949 | EPA 1706                                      | shellac, 25 cm, 78 RPM   | Brâul de la Rahova Cântecul lui Radu | orchestră, dirijor, vioară : Nicu Stănescu |
| 1949 | EPA 1707                                      | shellac, 25 cm, 78 RPM   | Hora din Brașov Floricica | orchestră, dirijor, vioară : Nicu Stănescu |
| 1949 | EPA 1708                                      | shellac, 25 cm, 78 RPM   | Hora de la Tunari Hora de la Urlați | orchestră, dirijor, vioară : Nicu Stănescu |
| 1949 | EPA 1709                                      | shellac, 25 cm, 78 RPM   | Cântec și I-auzi lele Foaie verde mărăcine și joc | orchestră, dirijor, vioară : Nicu Stănescu |
| 1950 | EPA 1767                                      | shellac, 25 cm, 78 RPM   | Troaca | Orch. Comit. de Radio, dirijor Nicu Stănescu |
| 1950 | EPA 1772                                      | shellac, 25 cm, 78 RPM   | Gaida (macedo-român) (aranj. George Marcu) | Orchestra „Barbu Lăutaru”, dirijor Nicu Stănescu |
| 1951 | EPA 1810                                      | shellac, 25 cm, 78 RPM   | Sârba de la Panciu | Orch. Comit. de Radio, dirijor Nicu Stănescu |
| 1953 | EPB 5021                                      | shellac, 30 cm, 78 RPM   | Doina Oltului | orchestră, dirijor, vioară : Nicu Stănescu |
| 1954 | EPA 1866                                      | shellac, 25 cm, 78 RPM   | Joc de la Coșereni | Orchestra „Barbu Lăutaru”, dirijor Nicu Stănescu |
| 1954 | EPA 1884                                      | shellac, 25 cm, 78 RPM   | Ca la Breaza | Orchestra „Barbu Lăutaru”, dirijor Nicu Stănescu |
| 1954 | EPA 1886                                      | shellac, 25 cm, 78 RPM   | Sârba moldovenească Trandafir de la Moldova | O.M.P.R., dirijor Nicu Stănescu |
| 1955 | EPB 5061                                      | shellac, 25 cm, 78 RPM   | Jianul și Horă | Orchestra „Barbu Lăutaru”, dirijor Nicu Stănescu |
| 1955 | EPA 1956                                      | shellac, 25 cm, 78 RPM   | Mugur, mugurel Hora Șapte scări | Orchestra „Barbu Lăutaru”, dirijor Nicu Stănescu |
| 1955 | EPA 1967                                      | shellac, 25 cm, 78 RPM   | Chindia | O.M.P.R., dirijor Nicu Stănescu |
| 1956 | EPA 2011                                      | shellac, 25 cm, 78 RPM   | Călușul oltenesc | Orchestra „Barbu Lăutaru”, dirijor Nicu Stănescu |
| 1956 | EPA 2012                                      | shellac, 25 cm, 78 RPM   | Hora mărțișorului | Orchestra „Barbu Lăutaru”, dirijor Nicu Stănescu |
| 1956 | EPA 2014                                      | shellac, 25 cm, 78 RPM   | Hora Staccato | Orchestra „Barbu Lăutaru”, dirijor Nicu Stănescu |
| 1956 | EPA 2015                                      | shellac, 25 cm, 78 RPM   | Mușamaua | Orchestra „Barbu Lăutaru”, dirijor Nicu Stănescu |
| 1956 | EPA 2016                                      | shellac, 25 cm, 78 RPM   | Călușarii și Brâul Hora furtună | Orchestra „Barbu Lăutaru”, dirijor Nicu Stănescu |
| 1956 | EPA 2022                                      | shellac, 25 cm, 78 RPM   | Ciocârlia (solo vioară) | Orchestra „Barbu Lăutaru”, dirijor Nicu Stănescu |
| 1956 | EPA 2090                                      | shellac, 25 cm, 78 RPM   | Hora lăutărească (solo vioară) | Orchestra Electrecord, dirijor Ionel Budișteanu |
| 1956 | EPA 2091                                      | shellac, 25 cm, 78 RPM   | Sârba tineretului (solo vioară) | Orchestra Electrecord, dirijor Ionel Budișteanu |
| 1956 | EPA 2092                                      | shellac, 25 cm, 78 RPM   | Hora spicatto (solo vioară) | Orchestra Electrecord, dirijor Ionel Budișteanu |
| 1956 | EPA 2188                                      | shellac, 25 cm, 78 RPM   | Joc din Romanați | orchestră, dirijor, vioară : Nicu Stănescu |
| 1956 | EPA 2192                                      | shellac, 25 cm, 78 RPM   | Hora Pizzicato | orchestră, dirijor, vioară : Nicu Stănescu |
| 1956 | EPA 2201                                      | shellac, 25 cm, 78 RPM   | Vârtecușul | orchestră, dirijor, vioară : Nicu Stănescu |
| 1956 | EPA 2269                                      | shellac, 25 cm, 78 RPM   | Cimpoiul (solo vioară) | Orchestra Electrecord, dirijor Ionel Budișteanu |
| 1956 | EPA 2288                                      | shellac, 25 cm, 78 RPM   | Zdrobuleanca (solo vioară) | Orchestra Electrecord, dirijor Nicu Stănescu |
| 1956 | EPD 1                                         | vinil, LP, 25 cm, 33 RPM | 4. Hora furtună | Orchestra „Barbu Lăutaru”, dirijor Nicu Stănescu |
| 1956 | EPD 4                                         | vinil, LP, 25 cm, 33 RPM | 5. Călușul oltenesc 9. Ca la Breaza | Orchestra „Barbu Lăutaru”, dirijor Nicu Stănescu |
| 1957 | EPA 2387                                      | shellac, 25 cm, 78 RPM   | Fericitul pădurar Miorița (horă de concert) | orchestră, dirijor, vioară : Nicu Stănescu |
| 1957 | EPA 2389                                      | shellac, 25 cm, 78 RPM   | Ciocârlia Brâulețul | orchestră, dirijor, vioară : Nicu Stănescu |
| 1957 | EPA 2406                                      | shellac, 25 cm, 78 RPM   | Sârba de concert (solo vioară) | Orchestra Electrecord, dirijor Ionel Budișteanu |
| 1957 | EPC 105                                       | vinil, 17 cm, 33 RPM     | 4. Cimpoiul | Orchestra Electrecord, dirijor Ionel Budișteanu |
| 1957 | EPC 109                                       | vinil, 17 cm, 33 RPM     | 4. Sârbă de concert | Orchestra Electrecord, dirijor Ionel Budișteanu |
| 1957 | EPC 122                                       | vinil, 17 cm, 33 RPM     | 1. Ciocârlia 2. Brâulețul 3. Cimpoiul 4. Sârbă de concert | orchestră, dirijor, vioară : Nicu Stănescu (1, 2) Orchestra Electrecord, dirijor I. Budișteanu (3, 4) |
| 1958 | EPA 2594                                      | shellac, 25 cm, 78 RPM   | Brâul lui Nicu Stănescu (solo vioară) | Orchestra Electrecord, dirijor Nicu Stănescu |
| 1958 | EPA 2620                                      | shellac, 25 cm, 78 RPM   | Sârba lui Pandele | Orchestra „Barbu Lăutaru”, dirijor Nicu Stănescu |
| 1958 | EPA 2621                                      | shellac, 25 cm, 78 RPM   | Rustemul și Breaza | Orchestra „Barbu Lăutaru”, dirijor Nicu Stănescu |
| 1958 | EPA 2622                                      | shellac, 25 cm, 78 RPM   | Pambrâul | Orchestra Electrecord, dirijor Nicu Stănescu |
| 1958 | EPA 2624                                      | shellac, 25 cm, 78 RPM   | Sârba lui Dobrică | Orchestra „Barbu Lăutaru”, dirijor Nicu Stănescu |
| 1958 | EPA 2671                                      | shellac, 25 cm, 78 RPM   | Sârba primăverii | Orchestra Electrecord, dirijor Nicu Stănescu |
| 1958 | EPA 2714                                      | shellac, 25 cm, 78 RPM   | Sârba studenților | Orchestra Electrecord, dirijor Nicu Stănescu |
| 1960 | 45-EPC 218                                    | vinil, 17 cm, 45 RPM     | 2. Hora șapte scări 3. Chindia | Orchestra „Barbu Lăutaru”, dirijor Nicu Stănescu |
| 1961 | EPE 052                                       | vinil, LP, 30 cm, 33 RPM | 1. Ca la Breaza 16. Brâul lui Nicu Stănescu | Orchestra „Barbu Lăutaru”, dirijor Nicu Stănescu |
| 1961 | EPE 053                                       | vinil, LP, 30 cm, 33 RPM | 4. Ciocârlia (solo vioară) 8. Chindia | orchestră, dirijor, vioară : Nicu Stănescu Orchestra „Barbu Lăutaru”, dirijor N. Stănescu (8) |
| 1962 | EPE 093 Concert de muzică populară românească | vinil, LP, 30 cm, 33 RPM | 2. Mugur, mugurel 3. Hora „Șapte scări” 6. Pelin beau, pelin mănțnc 8. Ca la Breaza 10. Chindia 11. Brâul lui Nicu Stănescu | Orchestra „Barbu Lăutaru”, dirijor Nicu Stănescu |
| 1965 | EPD 1110                                      | vinil, LP, 25 cm, 33 RPM | 1. Hora lui Nicu Stănescu 2. Supărată-mi ești puicuță 3. Hora boldenească 4. Leliță Floare 5. Sțrbă lăutărească 6. Horă din spre ziuă 7. Coboară puică, coboară și Dă-mi boierule nevasta 8. Hora fetelor | orchestră, dirijor, vioară : Nicu Stănescu |
| 2013 | EDC 1070 Comori ale muzicii lăutărești        | compact disc             | 1. Hora lăutărească (Nicu Stănescu) 2. Sârbă de concert (Nicu Stănescu) 3. Coboară, puică coboară și Dă-mi boierule țiganca 4. Sârbă lăutărească 5. Fericitul pădurar 6. Hora pizzicato 7. Leliță Floare 8. Brâul lui Nicu Stănescu (Nicu Stănescu) 9. Hora boldenească 10. Joc din Romanați 11. Doina Oltului 12. Vârtecușul 13. Se mărită Leana noastră 14. Brâuletul lui Nicu Stănescu (Nicu Stănescu) 15. Hora lui Nicu Stănescu (Nicu Stănescu) 16. Suparată-mi ești puicuță 17. Hora fetelor 18. Miorița - horă de concert (Nicu Stănescu) 19. Hora dinspre ziuă 20. Hora spiccato (Nicu Stănescu) 21. Cimpoiul 22. Ciocârlia (Angheluș Dinicu) | orchestră, dirijor, vioară : Nicu Stănescu (1, 3-7, 9-12, 14, 16-19, 22) Orchestra Electrecord, dirijori: Ionel Budișteanu (2,21), Nicu Stănescu (8,15) Orchestra „Dezrobirea”, dirijor N. Stănescu (13) Orchestra „Barbu Lăutaru”, dir. I. Budișteanu (20) Nicolae Crăciunescu - acordeon și Alexandru Sandu - clarinet (8) |

### ÎnregistrăriRadio România
Înregistrările lui Nicu Stănescu din Fonoteca Radio România, ca violonist sau dirijor, au fost imprimate pe benzi de magnetofon.
| Anul înreg. | Piese                                                | Acompaniament                                                    | Note                            |
| 1951        | Chindia                                              | Orchestra populară a Comitetului de Radio, dirijor Nicu Stănescu | transpusă și pe discul EPA 1967 |
| 1951        | Sârba de la Medgidia                                 | Orchestra populară a Comitetului de Radio, dirijor Nicu Stănescu | —                               |
| 1951        | Sârba de la Panciu                                   | Orchestra populară a Comitetului de Radio, dirijor Nicu Stănescu | transpusă și pe discul EPA 1810 |
| 1951        | Troaca                                               | Orchestra populară a Comitetului de Radio, dirijor Nicu Stănescu | transpusă și pe discul EPA 1767 |
| 1953        | Sârba moldovenească Trandafir de la Moldova          | O.M.P.R., dirijor Nicu Stănescu                                  | transpuse și pe discul EPA 1883 |
| 1957        | Adio, clipe fericite (romanță)                       | orchestră, dirijor, vioară: Nicu Stănescu                        | c. Ionel Băjescu-Oardă          |
| 1967        | Șapte văi și-o vale adâncă                           | O.M.P.R., dirijor Radu Voinescu                                  | —                               |
| indisp.     | Brâul cu opriri                                      | O.M.P.R.                                                         | solo vioară                     |
| indisp.     | Brâul ploieștenilor                                  | O.M.P.R.                                                         | —                               |
| indisp.     | Breaza de la Comarnic                                | O.M.P.R.                                                         | —                               |
| indisp.     | Breaza de la Măgurele                                | O.M.P.R.                                                         | —                               |
| indisp.     | Cântec de dragoste și Petrișorul (joc din Dâmbovița) | O.M.P.R.                                                         | —                               |
| indisp.     | Ca la Breaza                                         | O.M.P.R.                                                         | solo vioară                     |
| indisp.     | Ca la noi la București                               | O.M.P.R.                                                         | —                               |
| indisp.     | Geamparalele de la Dunăre                            | O.M.P.R.                                                         | —                               |
| indisp.     | Hora din spre ziuă                                   | O.M.P.R.                                                         | solo vioară                     |
| indisp.     | În grădină lui Ion [Ferice de pădurar]               | O.M.P.R.                                                         | —                               |
| indisp.     | O nuntă de pe Someș                                  | O.M.P.R., dirijor Nicu Stănescu                                  | aranjament Viorel Doboș         |
| indisp.     | Sârba lui Nicu Stănescu                              | O.M.P.R.                                                         | —                               |
| indisp.     | Sârba țărănească                                     | O.M.P.R.                                                         | solo vioară                     |

## Producții străine

### Discuri Supraphon
| An   | Număr de catalog                       | Format                   | Piese | Acompaniament                                                                |
| 1950 | H 23436                                | shellac, 30 cm, 78 RPM   | Mugur-Mugurel (Rosebud)                                                                                           | Orchestra Comit.de Radio, dirijor Nicu Stănescu                              |
| 1950 | 31552-M                                | shellac, 25 cm, 78 RPM   | Ca la Breaza și Călușul oltenesc Mugur, mugurel și Hora șapte scări                                               | Orchestra „Barbu Lăutaru”, dirijor Nicu Stănescu                             |
| 1950 | 31556-M                                | shellac, 25 cm, 78 RPM   | Călușarii și Ciocârlia                                                                                            | Orchestra „Barbu Lăutaru”, dirijor Nicu Stănescu                             |
| 1950 | 47201 47202                            | shellac, 25 cm, 78 RPM   | O horă Spune-mi Leano când să vin                                                                                 | Orchestră, dirijor, vioară : Nicu Stănescu                                   |
| 1950 | 47280                                  | shellac, 25 cm, 78 RPM   | O horă | Orchestră, dirijor, vioară : Nicu Stănescu                                   |
| 1950 | 47387                                  | shellac, 25 cm, 78 RPM   | Horă | Orchestră, dirijor, vioară : Nicu Stănescu                                   |
| 1953 | LPM 141 Rumanian Folk Songs and Dances | vinil, LP, 25 cm, 33 RPM | 4. Ca la Breaza și Călușul oltenesc 7. Călușarii și Ciocârlia (solo vioară) 8. Mugur, mugurel și Hora șapte scări | Orchestra „Barbu Lăutaru”, dirijor Nicu Stănescu                             |
| 1956 | LPM 287 Rumanian Folk Songs and Dances | vinil, LP, 25 cm, 33 RPM | 4. Jocul de la Coșereni (aranjor N. Stănescu) 8. Cimpoiul (solo vioară)                                           | Orchestra „Barbu Lăutaru”, dirijori: Nicu Stănescu (4), Ionel Budișteanu (8) |

### Discuri Artia
Discurile cu numerele de catalog ALP 105 și ALP 106 sunt reeditări ale discurilor Supraphon de mai sus.
| An   | Număr de catalog                                     | Format                   | Piese | Acompaniament                                                                |
| 1959 | ALP 105 Roumanian Folk Songs and Dances Volume No. 1 | vinil, LP, 25 cm, 33 RPM | 1. Ca la Breaza și Călușul oltenesc 6. Călușarii și Ciocârlia (solo vioară) 10. Mugur, mugurel și Hora șapte scări | Orchestra „Barbu Lăutaru”, dirijor Nicu Stănescu                             |
| 1959 | ALP 106 Roumanian Folk Songs and Dances Volume No. 2 | vinil, LP, 25 cm, 33 RPM | 5. Cimpoiul (solo vioară) 7. Jocul de la Coșereni (aranjor Nicu Stănescu)                                          | Orchestra „Barbu Lăutaru”, dirijori: Ionel Budișteanu (5), Nicu Stănescu (7) |
| 1960 | ALP 116 Rumania, Rumania                             | vinil, LP, 25 cm, 33 RPM | 10. Ciocârlia (solo vioară)                                                                                        | orchestra Nicu Stănescu                                                      |

### Discuri Period
Înregistrări efectuate în București, România.
| An      | Număr de catalog                                     | Format                   | Piese                                                                                                   | Acompaniament                                                                                       |
| indisp. | SPL 1616 Rumanian Folk Songs and Dances Volume No. 3 | vinil, LP, 30 cm, 33 RPM | 10. Hora mărțișorului (Grigoraș Dinicu) 14. Sârba lui Pandele 15. Hora Furtună 16. Sârba de la Medgidia | Orchestra „Barbu Lăutaru”, dirijor Nicu Stănescu (10, 14, 15), O.M.P.R., dirijor Nicu Stănescu (16) |

### Discuri Request Records
Reeditare a discului Period:
| An      | Număr de catalog                              | Format                   | Piese                                                                                        | Acompaniament                                                                                 |
| indisp. | SRLP 8114 Muzica Romaneasca Music of Roumania | vinil, LP, 30 cm, 33 RPM | 8. Hora mărțișorului (Gr. Dinicu) 13. Hora îndrăcită [Hora Furtună] 14. Sârba de la Medgidia | Orchestra „Barbu Lăutaru”, dirijor Nicu Stănescu (8, 13) O.M.P.R., dirijor Nicu Stănescu (14) |

### Discuri Polydor Special
Înregistrări efectuate în Londra, Regatul Unit.
| An   | Număr de catalog                                       | Format                   | Piese | Acompaniament |
| 1968 | 236 599 Nicu Stănescu and his Rumanian Gypsy Orchestra | vinil, LP, 30 cm, 33 RPM | 1. Ca la noi la București 2. Călușarii 3. Învârtită / Ana Lugojana (solo clarinet) 4. Hora la stânga / Hora beaților 5. Sârba de la Iași (solo țambal) 6. Hora lăutărească / Sârba fetițelor (solo nai) 7. Sârba lui Ilie / Spoitoreasa 8. Bălășica - joc 9. Hora staccato (solo vioară) 10. Hora de la Bacău / Sârba în căruță 11. Joc: Brâul pe 6 (solo vioară) 12. Breaza ca la Prahova | orchestra: Nicu Stănescu - vioară Damian luca - nai Nicolae Vișan - țambal Natyi Zoly - clarinet Chiriac Virgil - contrabas Gaston Ursu - pian Ion Cristinoiu - baterie |

### Discuri Europa LP
Înregistrări efectuate în Hamburg, RFG.
| An   | Număr de catalog                             | Format                   | Piese | Acompaniament |
| 1969 | ST-E 329 Feurige Klänge vom Balkan           | vinil, LP, 30 cm, 33 RPM | 1. Breaza de la Comarnic 2. Aseară ți-am luat basma (voce: Ileana Sărăroiu) 3. Munte, munte, brad frumos / Sârba lui Buică (solo nai) 4. Sanie cu zurgălăi (voce: Ileana Sărăroiu) 5. Doina oltenească și horă (solo țambal) 6. Sârba Bălășica 7. Purtata bănățeană (solo clarinet) 8. Joc de doi ca în Banat 9. Geamparalele din Dobrogea 10. Izvoraș cu apă rece (voce: Ileana Sărăroiu) 11. Drag mi-e să trăiesc pe lume / Sârba fetițelor (solo nai) 12. Vecină, vecină (voce: Ileana Sărăroiu) 13. La cules de cucuruz (solo țambal) 14. Geampara, geampara (voce: Ileana Sărăroiu) 15. Ciocârlia 16. Călușarii oltenești | orchestra: Nicu Stănescu - vioară Damian Luca - nai Nicolae Vișan - țambal Zoltan Natyi - clarinet Chiriac Virgil - contrabas Gaston Ursu - pian Ion Cristinoiu - baterie |
| 1969 | ST-E 330 Von den Karpaten zum Schwarzen Meer | vinil, LP, 30 cm, 33 RPM | 1. Pandelașul (voce: Ileana Sărăroiu) 2. Cântecul dorului și două sârbe (solo nai) 3. Hăulita (voce: Ileana Sărăroiu) 4. Sârba (Hora pizzicato) (solo vioară) 5. Aseară vântul bătea (voce: Ileana Sărăroiu) 6. Doina și fusul (solo țambal) 7. Ca la noi la București 8. Cât e soarele de sus (voce: Ileana Sărăroiu) 9. Sârba din căruță (solo vioară) 10. Ia uitați-vă feciori și Uite mamă Ionel (voce: Ileana Sărăroiu) 11. Doina Oltului și horă (solo vioară) 12. Foaie verde bob negară (voce: Ileana Sărăroiu) 13. Hora românească (solo țambal) 14. Potpuriu ardelenesc (solo clarinet)                              | orchestra: Nicu Stănescu - vioară Damian Luca - nai Nicolae Vișan - țambal Zoltan Natyi - clarinet Chiriac Virgil - contrabas Gaston Ursu - pian Ion Cristinoiu - baterie |

### Discuri Neuilly LP
Înregistrări efectuate în Paris, Franța.
| An   | Număr de catalog                                                                                | Format                     | Piese | Acompaniament           |
| 1970 | P 2029 La flûte roumaine de Damian Luca avec Nicu Stănescu et son orchestre folklorique roumain | vinil, LP, 30 cm, 33 ⅓ RPM | 1. Sârba lui Ilie 2. Mărie și Mărioară 3. Sârba tineretului 4. Joaca fetelor 5. Geamparalele pe loc 6. Orientală 7. Sârba de la Slatina 8. Hora Lapiaeselor / Trecui printre zorele 9. Spune măiculiță spune 10. Avant de mourir 11. Brâul pe opt | orchestra Nicu Stănescu |

### Discuri EMI Music
Înregistrări efectuate în Paris, Franța.
| An   | Număr de catalog                                                                                        | Format                   | Piese | Acompaniament |
| 1970 | EMI C 054-11362 L'Eblouissante flute de pan Roumaine de Damian Luca avec Nicu Stănescu et son orchestre | vinil, LP, 30 cm, 33 RPM | 1. De când ne-a aflat mulțimea / Hora Dâmboviței / Sârba lui Budală 2. Măi băiete, băiețele 3. Doina ardelenească / Hora de la Văleni 4. Leliță Floare 5. Sârba Ploieștenilor 6. Anicuța neichii dragă / Hora lui Nicu Stănescu 7. Cântec moldovenesc / Sârba fetițelor 8. Foaie verde untdelemn 9. Sârba dobrogeană 10. Mugur, mugur, mugurel / Brâul lui Nicu Stănescu 11. Doina ca la Sibiu / Hora lui Dinicu / Fedeleșul / La cârciuma din șosea / Sârba lui Buică | orchestra: Nicu Stănescu - vioară Damian Luca - nai Ștefan Bibescu - vioară Andrei Pavel - țambal Nicolae Crăciunescu - acordeon Gheorghe Voicu - contrabas |